# Atto senza parole II
Atto senza parole II è un'opera teatrale in un atto unico di Samuel Beckett. Composta nel 1956, è contestuale al complementare Atto senza parole I e a Finale di partita. Si sviluppa unicamente in un'azione mimica con assenza totale di dialogo tra i due personaggi, denominati unicamente A e B. Inizialmente pubblicata su «New Departures», I, 1959.

## Edizioni
- Acte sans paroles II, in Comédie et actes divers, Éditions de Minuit, Paris 1966
- Atto senza parole II, trad. Carlo Fruttero, in Teatro, Einaudi, Torino 1968, pp. 235–39; poi in Teatro completo, Einaudi-Gallimard, Torino 1994, pp. 173–77